# Georgien i olympiska sommarspelen 1996
Georgien deltog i de olympiska sommarspelen 1996 med en trupp bestående av 34 deltagare i 13 sporter. Totalt tog landet 2 bronsmedaljer.

## Boxning
Lättvikt
- Koba Gogoladze
  1. Första omgången — Besegrade Ri Chol (Nordkorea), 17-9
  2. Andra omgången — Besegrade Julio Gonzalez Valladares (Kuba), 14-9
  3. Kvartsfinal — Förlorade mot Leonard Doroftei (Rumänien), 8-17

Lätt weltervikt
- Besiki Wardzetashvili
  1. Första omgången — Förlorade mot Sergey Bykovsky (Vitryssland), 11-11 (domarbeslut)

Weltervikt
- Tengiz Meskhadze
  1. Första omgången — Förlorade mot Fernando Vargas (USA), 4-10

Mellanvikt
- Akaki Kakauridze
  1. Första omgången — Besegrade Ricardo Araneda (Chile), 10-3
  2. Andra omgången — Förlorade mot Mohamed Bahari (Algeriet), 5-8

Tungvikt
- Georgi Kandelaki
  1. Första omgången — Besegrade Thompson García (Ecuador), gav upp
  2. Andra omgången — Besegrade Wojciech Bartnik (Polen), 6-1
  3. Kvartsfinal — Förlorade mot Félix Savón (Kuba), 4-20

## Bågskytte
Damernas individuella
- Khatouna Kurivichvili — 32-delsfinal, 49:e plats (0-1)

## Friidrott
Herrarnas kulstötning
- Elvira Urusova
  - Kval — 17,69m (→ gick inte vidare)

## Fäktning
Herrarnas sabel
- Archil Lortkipanidze

## Judo
Herrarnas extra lättvikt
- Giorgi Vazagashvili

Herrarnas halv lättvikt
- Giorgi Revazishvili

Herrarnas lättvikt
- Vladimeri Dgebuadze

Herrarnas halv mellanvikt
- Soso Liparteliani

Herrarnas mellanvikt
- Giorgi Tsmindashvili

Herrarnas halv tungvikt
- Movlud Lobjanidze

Herrarnas tungvikt
- David Khakhaleishvili

## Modern femkamp
Herrar
- Vakhtang Yagorashvili — 5226 poäng (→ 20:e plats)

## Simhopp
Damernas 3 m
- Nana Kazarasjvili
  - Kval — 191,49 (→ gick inte vidare, 28:e plats)